# 8006 Tacchini
8006 Tacchini (1988 QU) là một tiểu hành tinh vành đai chính được phát hiện ngày 22 tháng 8 năm 1988 ở Osservatorio San Vittore.